# PPP1R1C
PPP1R1C (англ. Protein phosphatase 1 regulatory inhibitor subunit 1C) – білок, який кодується однойменним геном, розташованим у людей на 2-й хромосомі. Довжина поліпептидного ланцюга білка становить 109 амінокислот, а молекулярна маса — 12 346.
| 10         |  | 20         |  | 30         |  | 40         |  | 50         |
| ---------- |  | ---------- |  | ---------- |  | ---------- |  | ---------- |
| MEPNSPKKIQ |  | FAVPVFQSQI |  | APEAAEQIRK |  | RRPTPASLVI |  | LNEHNPPEID |
| DKRGPNTQGE |  | LQNASPKQRK |  | QSVYTPPTIK |  | GVKHLKGQNE |  | SAFPEEEEGT |
| NEREEQRDH  |  |            |  |            |  |            |  |            |

A: Аланін

D: Аспарагінова кислота

E: Глутамінова кислота

F: Фенілаланін

G: Гліцин

H: Гістидин

I: Ізолейцин

K: Лізин

L: Лейцин

M: Метіонін

N: Аспарагін

P: Пролін

Q: Глутамін

R: Аргінін

S: Серин

T: Треонін

V: Валін

Кодований геном білок за функцією належить до фосфопротеїнів. 
Задіяний у таких біологічних процесах, як клітинний цикл, поділ клітини, альтернативний сплайсинг. 
Локалізований у цитоплазмі.